# Бои за Шахтёрск (2014)
Бои за Шахтёрск — боевые действия, которые велись в г. Шахтёрск Донецкой области летом 2014 года во время войны в Донбассе .

## Предпосылки
15 апреля 2014 года мэр города Александр Наумович поддержал требования о предоставлении особых условий региона. В это же время был снят флаг Украины со здания городского совета и заменен на флаг самопровозглашенной Донецкой Народной Республики и вышел к людям с обращением: "Я уважаю мнение народа, поэтому в городском совете выделен кабинет, в котором располагаются представители Донецкой Народной Республики и все желающие могут обратиться с интересующимивопросами . В мае 2014 года незаконные вооруженные группировки нейтрализовали местный отдел полиции .

## Течение событий
27 июля российское пропагандистское издание «РИА Новости» сообщило, о том что силы АТО вошли в Шахтёрск и ведут там уличные бои с бойцами «ДНР» .

28 июля Штаб АТО сообщил, что ВСУ вошли в Первомайск, Торез, Шахтерск и Горловку, украинские военные закрепились на окраинах городов и, без поддержки авиации и техники, продвигаются вглубь, ведущие тяжелые бои с сепаратистами на улицах населенных пунктов.
Згідно з останньою оперативною інформацією, після нічних атак на певних напрямках сили АТО ввійшли до Первомайська, Тореза, Шахтарська та Горлівки. Наразі українські силовики закріпилися на околицях населених пунктів і просуваються вглиб, бої точаться на вулицях міст. Терористи чинять сильний опір. 
Артилерія та авіація сил АТО у містах не застосовуються. Завдання – витіснити терористів із міст
Штаб АТО
В тот же день, спикер СНБО Андрей Лысенко сообщил, что города Шахтёрск, Торез и Лутугино освобождены от пророссийских боевиков «ДНР» .
31 июля 2014 года 1-й батальон 25-й бригады пытался взять штурмом город Шахтёрск, в результате мощных обстрелов боевиками из РСЗО «Град» позиций силовиков, а также атаки боевиков из засады на колонну БТР десантников близ г. Шахтёрск Донецкой области многие воины погибли. Российские боевики снимали тела погибших десантников на видео и фото и затем кичились в соцсетях. Они временно похоронили возле недостроенной церкви в парке Шахтерска — Артема Джубатканова, Евгения Сердюкова, Алексея Седова, Станислава Трегубчака.
2 августа ВСУ вошли снова вошли в Шахтёрск, где завязались позиционные бои с боевиками "ДНР. После работы украинской артиллерии по расположению террористов на подходах к Шахтёрску украинские силовики вошли в город и закрепились на окраинах города. Как сообщает штаб АТО, боевики используют миномёты и обстреливают жилые кварталы Шахтёрска, чтобы спровоцировать панику .
3 августа у Шахтёрска произошло сражение, об этом сообщили пользователи соц. сетей .

## Потери
- Старший лейтенант Шатайло Михаил Сергеевич[9]
- старший сержант Халин Владимир Александрович
- сержант Симоненко Дмитрий Николаевич
- младший сержант Иванов Виталий Александрович
- старший солдат Бабюк Виктор Ярославович
- солдат Болтушенко Андрей Владимирович
- солдат Кудинов Алексей Константинович
- солдат Ковтун Станислав Григорьевич
- солдат Самишкин Владимир Борисович
- солдат Седов Алексей Алексеевич
- солдат Сочева Александр Леонидович
- солдат Трегубчак Станислав Олегович

1. ↑  У Шахтарську над будівлею міськради встановили прапор Донецької Республіки. КорриспонденТ. Дата обращения: 15 апреля 2014. Архивировано 15 апреля 2014 года.
2. ↑  Бойовики захопили міліцію Шахтарська. Особовий склад перевезли до Горлівки. Експресо. Дата обращения: 2 июня 2014. Архивировано 5 июня 2014 года.
3. ↑  Сили АТО увійшли в Шахтарськ, - ЗМІ. iPress. Дата обращения: 27 июля 2014. Архивировано 2 августа 2014 года.
4. ↑  Тривають бої за Сніжне та Первомайськ – РНБО. Радіо Свобода. Дата обращения: 28 июля 2014. Архивировано 6 марта 2022 года.
5. ↑  У Шахтарську була засідка. 21 боєць загинув і багато поранених? (недоступная ссылка — история). УКРАЇНСЬКА ПРАВДА.
6. ↑  У Шахтарську терористи фотографуються біля трупів українських військових. ТСН. Дата обращения: 31 июля 2014.
7. ↑  Сили АТО увійшли в Шахтарськ і закріпилися на околицях міста. Експресо. Дата обращения: 2 августа 2014. Архивировано 3 августа 2014 года.
8. ↑  Біля Шахтарська триває бій – ЗМІ. КорриспонденТ. Дата обращения: 3 августа 2014. Архивировано 3 августа 2014 года.
9. ↑  Книга пам’яті. Дата обращения: 7 июня 2024. Архивировано 7 июня 2024 года.